# Macrostomus limbipennis
Macrostomus limbipennis är en tvåvingeart som beskrevs av Mario Bezzi 1909. Macrostomus limbipennis ingår i släktet Macrostomus och familjen dansflugor. Inga underarter finns listade i Catalogue of Life.